# Barcelona
Barcelona (em catalão: AFI: /bərsəˈɫonə/; em castelhano: AFI: /barθeˈlona/) é a capital da comunidade autônoma da Catalunha, Espanha, bem como o segundo município mais populoso do país, com uma população de 1,6 milhão dentro dos limites da cidade. A sua área urbana se estende para além dos limites administrativos da cidade com uma população de cerca de 4,7 milhões de pessoas, sendo a sexta área urbana mais populosa da União Europeia, depois de Paris, Londres, Madri, Vale do Ruhr e Milão. É a maior metrópole do Mar Mediterrâneo, localizada na costa entre as foz dos rios Llobregat e Besòs, e limitada ao oeste pela Serra de Collserola, cujo pico mais alto é de 512 metros de altura.
Fundada como uma cidade da Roma Antiga, durante a Idade Média Barcelona tornou-se a capital do Condado de Barcelona. Após a fusão com o Reino de Aragão, Barcelona continuou a ser uma cidade importante na Coroa de Aragão como um centro econômico e administrativo real e a capital do Principado da Catalunha. Barcelona possui uma rica herança cultural e é hoje um importante polo cultural e um destino turístico popular. Particularmente conhecidas são as obras arquitetônicas de Antoni Gaudí e Lluís Domènech i Montaner, que foram designadas Patrimônio Mundial da UNESCO. A sede da União para o Mediterrâneo está localizada em Barcelona. A cidade é conhecida por hospedar os Jogos Olímpicos de Verão de 1992, bem como conferências e exposições de classe mundial e também muitos torneios de esporte internacional.
Barcelona é um dos principais centros turísticos, econômicos, comerciais e culturais do mundo, sendo que sua influência no comércio, educação, entretenimento, mídia, moda, ciência e artes contribuem para o seu estatuto como uma das principais cidades mundiais. É um importante centro cultural e econômico na Península Ibérica, 24º no mundo (antes de Zurique e depois de Frankfurt) e um centro financeiro. Em 2008, tinha o quarto maior PIB urbano na União Europeia e o 35º no mundo, com o PIB no valor de 177 bilhões de dólares.
Em 2009, a cidade foi classificada como a quarta melhor cidade da Europa para os negócios. Desde 2011, Barcelona tem sido considerada uma cidade inteligente líder no continente europeu. A capital catalã é um centro de transporte, sendo que seu porto é um dos mais movimentados da Europa; um aeroporto internacional, o Aeroporto de Barcelona-El Prat, que atende mais de 40 milhões de passageiros por ano; uma rede de autoestradas e uma linha ferroviária de alta velocidade com ligação para a França e o resto da Europa.

## Etimologia
O nome Barcelona deriva do antigo ibero-fenício barkeno, inscrito em uma antiga moeda em alfabeto ibérico como  em grego antigo como Βαρκινών (Barkinṓn) e em latim como Barcino, Barcilonum e Barceno.
Durante a Idade Média, a cidade ficou conhecida como Barchinona, Barçalona, Barchelona e Barchenona.[carece de fontes?]

## História

### Antiguidade
Os primeiros vestígios de povoamento em Barcelona remontam ao final do período Neolítico (2 000 a 1 500 a.C.). Barcino foi a cidade dos laietanos (um povo ibero) e deu origem à cidade de Barcelona. Estava situada perto do Rio Rubricato (atualmente, conhecido como Rio Llobregat). Uma lenda atribui sua fundação a Hércules, quatrocentos anos antes da fundação de Roma. A cidade foi, supostamente, refundada por Amílcar Barca, que lhe teria dado o nome. Os cartagineses ocuparam a região durante a Segunda Guerra Púnica. Aparentemente, por essa mesma época teria existido uma colônia grega (Calípolis) na região, apesar de os historiadores discordarem sobre a sua localização exata.
Em sentido estrito, Barcelona teria sido fundada pelos romanos no final do século I a.C., sobre o mesmo assentamento ibérico anterior onde já se haviam instalado anteriormente desde o ano de 218 a.C., e teria sido convertida numa fortificação militar, chamada de "Júlia Augusta Paterna Favência Barcino" (Ivlia Avgvsta Paterna Faventia Barcino), que estava situada sobre o então chamado MONS TABER, uma pequena elevação onde hoje está situada a catedral da cidade e a Praça de São Tiago. No século II, as suas muralhas foram construídas por ordem do Imperador Tibério Cláudio e, já no início do século III, a população de Barcino estava estimada entre 4 000 e 8 000 habitantes.

### Idade Média e Era Moderna
No ano de 415, Barcelona foi ocupada pelos visigodos do rei Ataulfo (r. 410–415) provenientes da Itália. No século VIII, a cidade foi conquistada pelo uale do Andalus Alhor ibne Abderramão Atacafi e iniciou-se um período de quase um século de domínio muçulmano, que terminou em 801, quando foi ocupada pelos carolíngios de Carlos Magno (r. 768–814). Os carolíngios a converteram em capital do Condado de Barcelona. A potência econômica da cidade e a sua localização estratégica fizeram com que os muçulmanos voltassem em 985, comandados por Almançor, ocupando-a durante alguns meses, saqueando a cidade, destruindo até às fundações igrejas e a muralha, incendiando os edifícios, além de matarem milhares de pessoas e de escravizarem e transportarem para sul outra parte da população.
A partir do século XIV, a cidade iniciou uma era de decadência que se estendeu durante os séculos seguintes. A união dos reinos de Aragão e Castela, oficializada com o casamento entre os reis Fernando de Aragão e Isabel de Castela, gerou um ambiente tenso entre catalães e castelhanos que chegou ao momento mais crítico com a Guerra dos Segadores (de 1640 a 1652) e, posteriormente, com a Guerra da Sucessão Espanhola (de 1702 a 1714), que terminou com a abolição das leis institucionais próprias da Catalunha, com a destruição de boa parte do bairro da Ribera e com a construção, em seu lugar, da fortaleza conhecida como Cidadela (no local do atual Parque da Cidadela). A partir do fim do século XVIII, Barcelona iniciou uma recuperação econômica que lhe favoreceu a industrialização progressiva do século seguinte.

### Séculos XIX e XX
A segunda metade do século XIX coincidiu com o projeto de derrubada das muralhas antigas que envolviam a cidade. Cidades próximas a Barcelona foram, então, incorporadas à mesma. Foram incorporadas à "Grande Barcelona" as cidades de Gràcia, Sarrià, Horta, Sant Gervasi de Cassoles, Les Corts, Sants, Sant Andreu de Palomar e Sant Martí de Provençals. Isso permitiu que a cidade executasse o projeto do Eixample e desenvolvesse sua indústria, feitos que lhe permitiram entrar no século XX como um dos centros urbanos mais avançados de Espanha. Foi sede de duas exposições universais: uma em 1888 e outra em 1929.
A escalada da Guerra Civil Espanhola e a derrota das forças republicanas tornaram o panorama desfavorável novamente, uma vez que Barcelona se havia posto ao lado da república. No final de 1939, as tropas franquistas ocuparam a cidade na última fase da guerra. Depois de um pós-guerra duro para Barcelona, teve início uma fase de desenvolvimento sob o mandato do prefeito Josep María de Porcioles i Colomer. Toda a região próxima à cidade que ainda mantinha alguma tradição agrícola e rural aos poucos foi se urbanizando, com grandes bairros cheios de imigrantes procedentes de outras partes da Península Ibérica.
Restaurada a democracia após a morte do ditador Franco, um novo desenvolvimento cultural e urbanístico aconteceu, com uma crescente participação da população civil, dotando a cidade de uma infraestrutura digna de uma metrópole moderna, cosmopolita e atrativa para o turismo. Nessa última etapa, celebraram-se os Jogos Olímpicos de Verão de 1992 e o Fórum Universal das Culturas em 2004.
Em 17 de agosto de 2017, uma van foi jogada contra pedestres em La Rambla, matando 15 pessoas e ferindo outras 100. A Amaq News Agency atribuiu a responsabilidade indireta pelo ataque ao Estado Islâmico do Iraque e do Levante (ISIS).

## Geografia

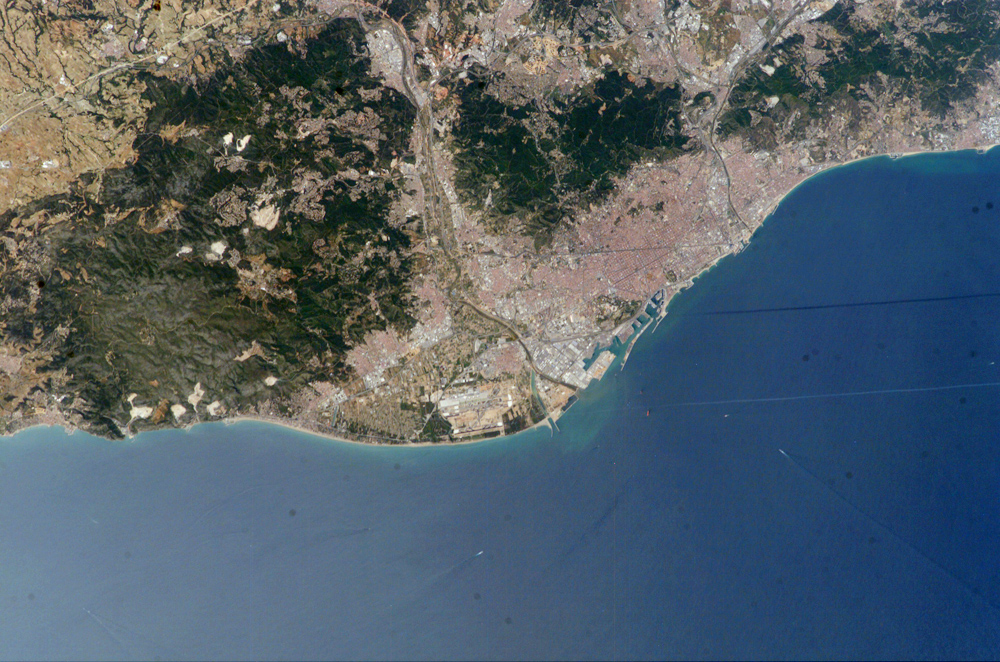
Barcelona vista por satélite

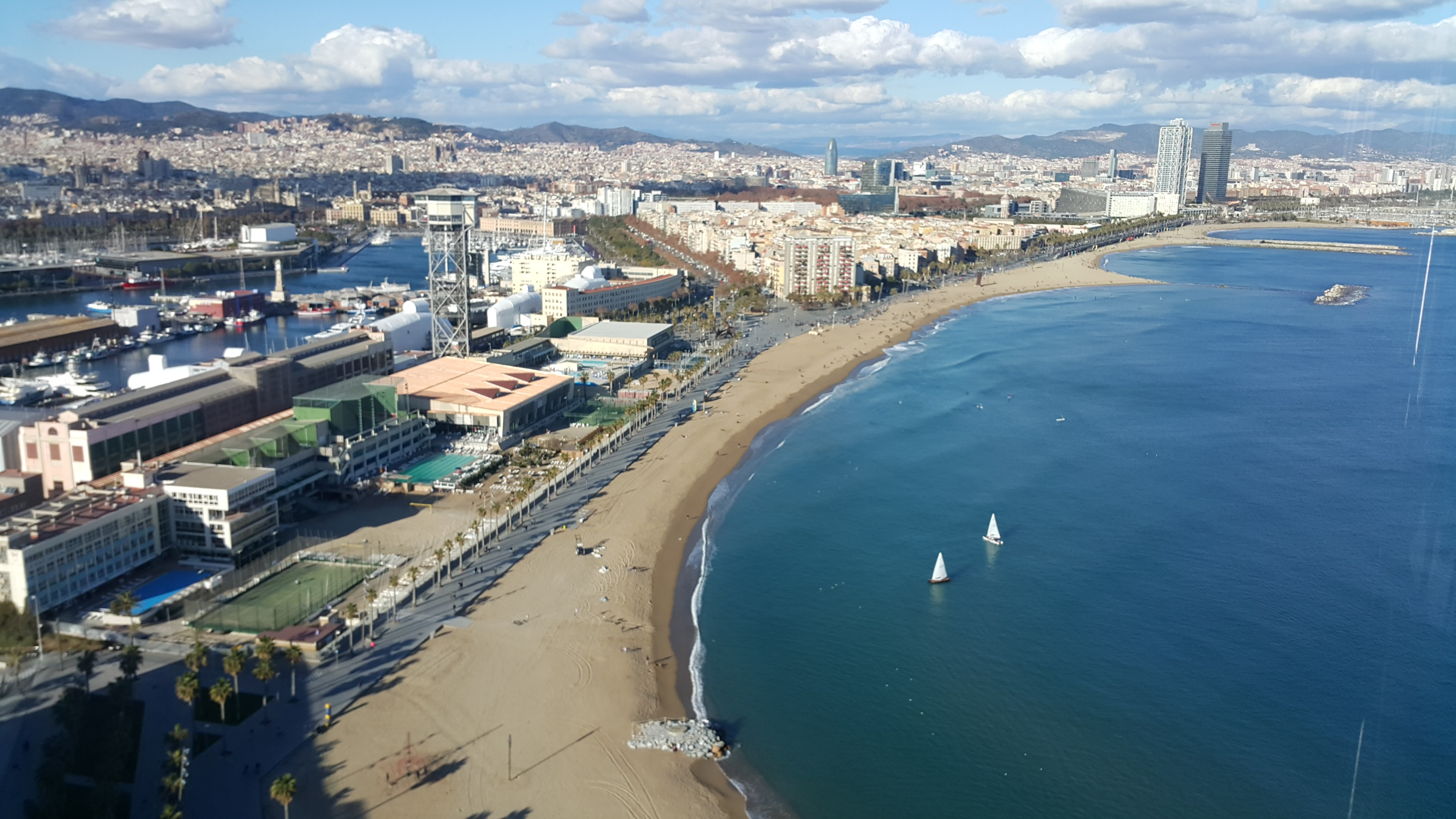
Praia La Barceloneta

Barcelona está localizada na costa nordeste da Península Ibérica, de frente para o Mar Mediterrâneo, em uma planície de aproximadamente 5 km largamente limitada pela cordilheira de Collserola, o rio Llobregat a sudoeste e o rio Besòs ao norte. Esta planície cobre uma área de 170 km2, dos quais 101 km² são ocupados pela própria cidade.
Em seu topo, está localizado o Tibidabo, a planície e os deltas dos rios Besòs e Lobregat, que, juntamente com o litoral, delimitam seu território. Localiza-se cerca de 160 km ao sul das montanhas dos Pirenéus. A população da cidade é de 1 595 110 habitantes (estimativa em 2006), sendo que a população da área metropolitana é de 3 161 081 (estimativa em 2006). A população da província é de 5 226 354 (estimativa em 2005), mas cobre apenas 7 773 quilômetros quadrados da cidade.

### Clima
Barcelona tem um clima mediterrânico (classificação climática de Köppen: Csa), com invernos suaves e úmidos e verões quentes e secos. Sua temperatura média anual é de 21°C durante o dia e 14 °C à noite. A temperatura média anual do mar é de cerca de 20 °C. No mês mais frio — janeiro — a temperatura tipicamente varia entre 7 até 17 °C durante o dia e de 4 a 10 °C durante a noite, enquanto a temperatura média do mar fica em torno de 13 °C.
No mês mais quente — agosto — a temperatura varia entre 26 a 32 °C durante o dia, cerca de 23 °C durante a noite e temperatura média do mar de 26 °C. Geralmente a temporada mais quente dura cerca de seis meses, de maio a outubro. Dois meses — abril e novembro — são de transição; por vezes, a temperatura fica superior a 20 °C, com uma temperatura média de 18–19 °C durante o dia e de 10–13 °C durante a noite. Dezembro, janeiro e fevereiro são os meses mais frios, com temperaturas médias em torno de 15 °C durante o dia e de 9 °C à noite. Grandes flutuações de temperatura são raras, especialmente nos meses de verão. Por causa da proximidade com o mar quente, geadas são muito pouco frequentes na cidade. Na verdade, apenas um dia nos últimos 30 anos foi registrada uma temperatura abaixo de zero.
A umidade relativa média anual é de 72%, variando de 69% em julho para 75% em outubro. Os totais de precipitação são maiores no outono e menores no início do verão. A duração da luz do sol é 2 524 horas por ano, de 138 (média de 4,5 horas de sol por dia) em dezembro para 310 (média de 10 horas de sol por dia) em julho.

## Demografia
Religião em Barcelona (2019)
De acordo com o Conselho Municipal de Barcelona, a população da cidade em 1 de janeiro de 2016 era de 1 608 746 pessoas, em uma área de terra de 101,4 km². É o principal componente da área administrativa da Grande Barcelona, com uma população de 3 218 071 habitantes em uma área de 636 km quadrados (densidade de 5 060 hab/km²). A população da área urbana era de 4 223 000 habitantes. É o núcleo central da área metropolitana de Barcelona, que conta com uma população de 5 083 000.
O espanhol é a língua mais falada em Barcelona (de acordo com o censo linguístico realizado pelo Governo da Catalunha em 2013) e é entendido quase universalmente. Após o espanhol, a língua catalã é a segunda mais falada na cidade e é compreendida por 95% da população, enquanto 72,3% podem falar, 79% podem lê-la e 53% podem escrevê-la, graças ao sistema educacional de imersão linguística.
Em 1900, Barcelona tinha uma população de 533 mil pessoas, que cresceu de forma constante, mas lenta, até 1950, quando começou a absorver um grande número de pessoas de outras partes menos industrializadas da Espanha. A população de Barcelona atingiu o pico em 1979 com 1 906 998 pessoas e caiu durante os anos 1980 e 1990, à medida que mais pessoas procuravam uma maior qualidade de vida nas cidades periféricas da Grande Barcelona. Depois de atingir o fundo em 2000 com 1 496 266 pessoas, a população da cidade começou a aumentar de novo à medida que os jovens começaram a retornar, causando um grande aumento nos preços da habitação.
Assim como no Resto da Espanha, a maioria das pessoas em Barcelona se declaram católicos romanos. Em 2019, um inquérito do Centro de Investigaciones Sociológicas revelou que 53,2% dos residentes em Barcelona se identificavam como católicos (9,9% católicos praticantes, 43,3% católicos não praticantes), 41% sem religião (21,8% como Ateus, 9,7% como Agnosticos, e 9,5% descrentes), 3,9% com outras denominações e religiões, e 1,9% se recusaram responder.

## Governo e política

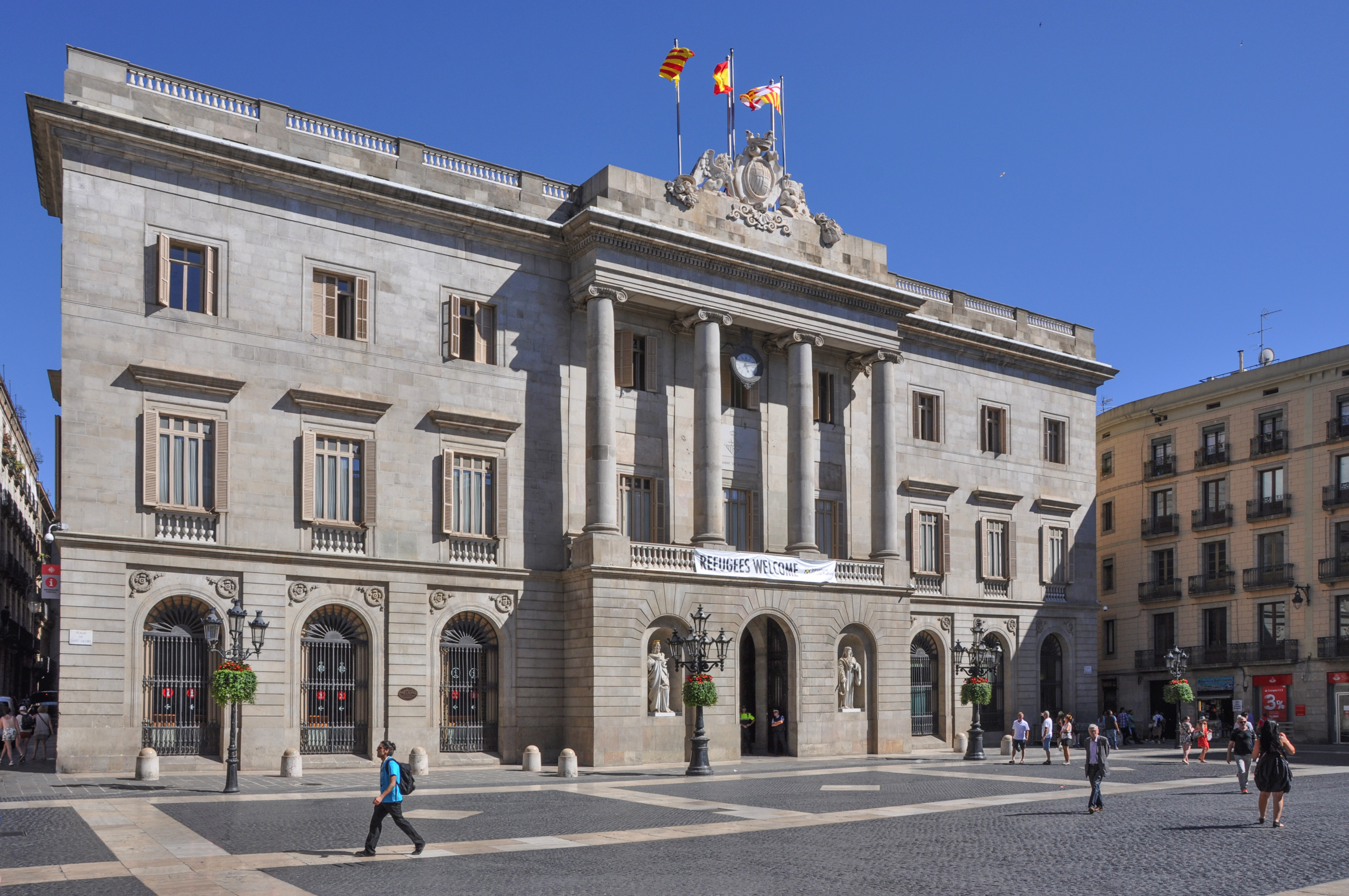
Sede da Câmara Municipal de Barcelona

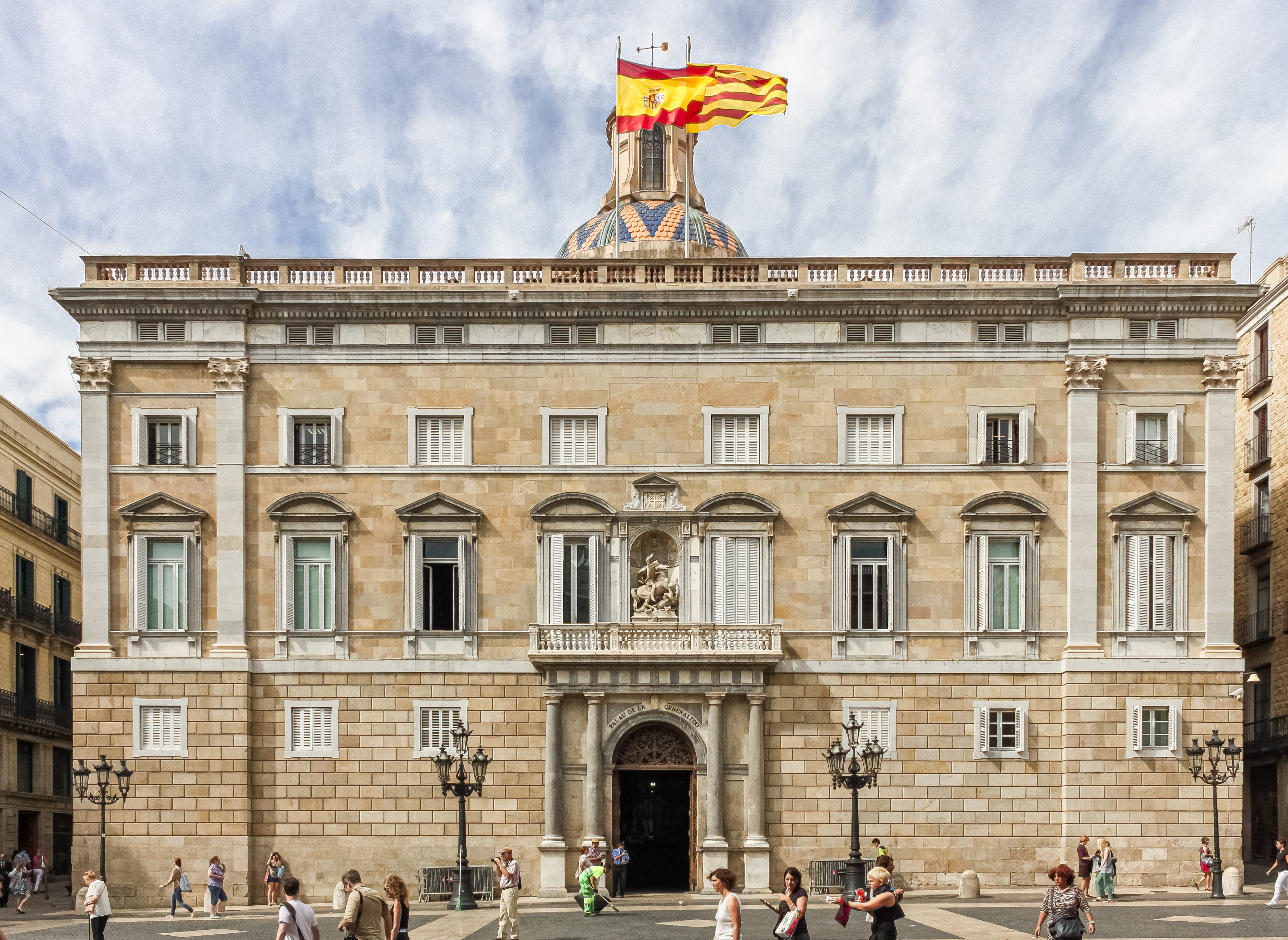
Palácio da Generalidade da Catalunha

Como a capital da comunidade autônoma da Catalunha, Barcelona é a sede do governo catalão, conhecido como Generalidade da Catalunha
; destacam-se o poder executivo, o parlamento e o Supremo Tribunal da Catalunha. A cidade é também a capital da província de Barcelona e da comarca de Barcelonès.
A cidade é governada por um conselho municipal formado por 41 conselheiros, eleitos por um mandato de quatro anos por sufrágio universal. Como uma das duas maiores cidades de Espanha, Barcelona está sujeita a uma lei especial articulada através da Carta Municipal (Lei Municipal). Uma primeira versão desta lei foi aprovada em 1960 e alterada posteriormente, mas a versão atual foi aprovada em março de 2006. De acordo com esta lei, o conselho da cidade de Barcelona é organizado em dois níveis: político, com conselheiros eleitos, e um executivo, que administra os programas e executa as decisões tomadas a nível político. Esta lei também dá ao governo local um relacionamento especial com o governo central e também dá ao prefeito prerrogativas mais amplas por meio de comissões executivas municipais.
A Comissió de Govern (comissão governamental) é o poder executivo, formado por 24 conselheiros, liderados pelo prefeito, com 5 tenentes-prefeitos e 17 conselheiros municipais, cada um a cargo de uma área de governo e 5 conselheiros não eleitos. O plenário, formado pelos 41 conselheiros municipais, tem funções de assessoria, planejamento, regulação e fiscalização executiva.
O Poder Executivo é liderado por um Diretor Executivo Municipal Principal que responde ao Prefeito. É composto por departamentos que são legalmente parte do conselho da cidade e por entidades jurídicas separadas de dois tipos: departamentos públicos autônomos e empresas públicas.

### Cidades-irmãs
Barcelona mantém uma relação de irmandade com as seguintes cidades:
| - Antuérpia, Bélgica - Atenas, Grécia - Boston, Estados Unidos - Busan, Coreia do Sul - Cebu, Filipinas - Colônia, Alemanha - Dubai, Emirados Árabes Unidos - Dublin, Irlanda | - Istambul, Turquia - Gaza, Autoridade Nacional Palestina - Isfahan, Irã - Kōbe, Japão - Havana, Cuba - Monterrey, México - Montevidéu, Uruguai - Montpellier, França | - Rio de Janeiro, Brasil - São Petesburgo, Rússia - São Paulo, Brasil - Sarajevo, Bósnia e Herzegovina - Xangai, República Popular da China - Tel Aviv, Israel - Thiruvananthapuram, Índia - Valparaíso, Chile |

Entretanto, desde meados da década de 1990, Barcelona tem optado por minimizar os novos acordos de irmandade e pôr ênfase em convênios de amizade e cooperação, com objetivos concretos e mensuráveis. Esses convênios de cooperação foram firmados com as seguintes cidades:
| - Alexandria, Egito - Argel, Argélia - Bogotá, Colômbia - Budapeste, Hungria - Buenos Aires, Argentina - Casablanca, Marrocos - Chicago, Estados Unidos - El Mina, Líbano - Génova, Itália - Cantão, República Popular da China | - Guayaquil, Equador - Lima, Peru - Lyon, França - Marselha, França - Medellín, Colômbia - México, D. F., México - Ningbo, República Popular da China - Ostende, Bélgica - Província de Gyeonggi, Coreia do Sul - Puebla, México | - Quito, Equador - Rosario, Argentina - Salvador, Brasil - San Salvador, El Salvador - Santiago de Chile, Chile - Seattle, Estados Unidos - Cidade de Singapura, Singapura - Tânger, Marrocos - Tetuão, Marrocos - Turim, Itália |

## Subdivisões

Distritos de Barcelona

Barcelona cresceu e anexou municípios vizinhos que atualmente são bairros da cidade. Destacam-se a contribuição do engenheiro Ildefons Cerdà e a ordenação urbanística da cidade.
Barcelona está dividida em dez distritos (enumeram-se alguns bairros históricos):
- Ciutat Vella: Raval, bairro Gótico, Ribera e a Barceloneta.
- L'Eixample: Sant Antoni, Esquerra de Eixample, Dreta de Eixample, Sagrada Família, Fort Pienc.
- Sants-Montjuïc: Can Tunis, Montjuïc, Badal, Hostafrancs, Bordeta, Sants, Poble Sec, Zona Franca, Font de la Guatlla.
- Les Corts: Les Corts, Pedralbes, Sant Ramon.
- Sarrià — Sant Gervasi: Sarrià, Galvany, Sant Gervasi de Cassoles, El Putxet, Três Torres, Bonanova, Vallvidrera, Les Planes.
- Gràcia: Vallcarca, Penitents, Salut, Gràcia, Camp d'en Grassot.
- Horta-Guinardó: Horta, Carmel, Teixonera, Can Baró, Font d'en Fargas, Guinardó, Vall d'Hebron, Montbau, Sant Genís dels Agudells, Baix Guinardó.
- Nou Barris: Vallbona, Ciutat Meridiana, Torre Baró, Canyelles, Roquetes, Trinitat Nova, Prosperitat, Guineueta, Verdum, Turó de la Peira, Vilapicina.
- Sant Andreu: Congrés, La Sagrera, Sant Andreu de Palomar, Bon Pastor, Trinitat Vella.
- Sant Martí: Sant Martí de Provençals, Clot, Camp de l'Arpa, Poble Nou, Vila Olímpica, Besòs, Verneda, Ciutadella, Nova Icària, Diagonal Mar.

## Economia

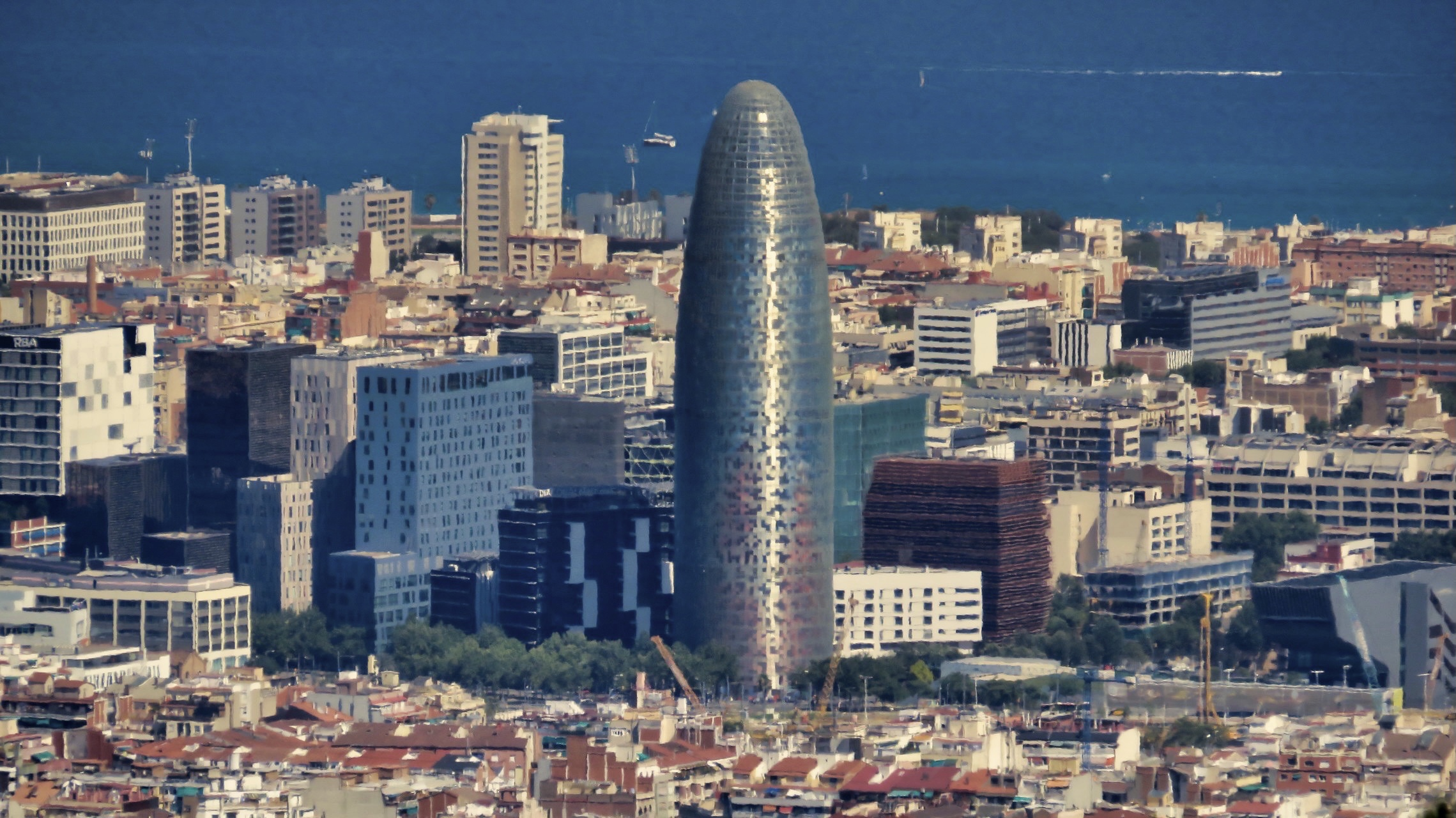
Centro financeiro de Barcelona

A área metropolitana de Barcelona compreende mais de 66% dos habitantes da Catalunha, uma das regiões mais ricas da Europa e a quarta região mais rica per capita da Espanha, com um PIB per capita no valor de 28 400 euros (16% a mais do que a média da UE). A Grande Barcelona teve um PIB no valor de 177 bilhões de dólares (equivalente a 34 821 dólares em termos per capita, 44% a mais que a média da UE), tornando-se a 4ª cidade com maior PIB bruto na União Europeia e a 35ª no mundo em 2009.
Barcelona foi a 14ª cidade mais "habitável" do mundo em 2009 de acordo com a revista de estilo de vida Monocle. Da mesma forma, Barcelona ocupa o 13º lugar no Índice Global de Cidades da Inovação.
A indústria gera 21% do produto interno bruto (PIB) total da região, com as indústrias de energia, química e metalurgia representando 47% da produção industrial. A área metropolitana de Barcelona tinha 67% do número total de estabelecimentos industriais na Catalunha em 1997.

### Turismo

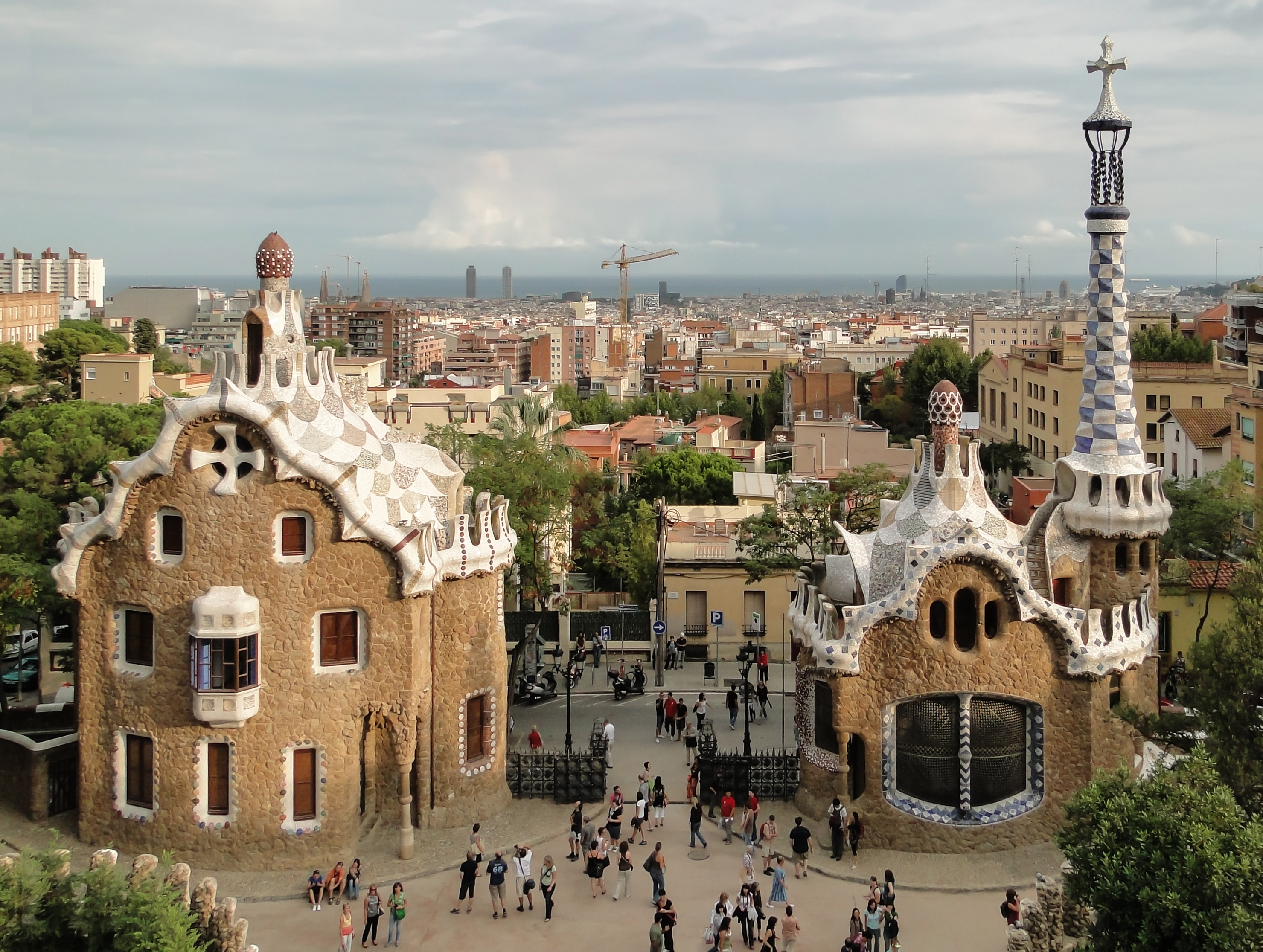
Parque Güell

Barcelona foi a 20ª cidade mais visitada do mundo pelos visitantes internacionais e a 5ª cidade mais visitada da Europa depois de Londres, Paris, Istambul e Roma, com 5,5 milhões de visitantes internacionais em 2011. Até 2015, tanto Praga quanto Milão tiveram mais visitantes internacionais. Com sua La Rambla, Barcelona é classificada como a cidade mais popular para visitar na Espanha.
A capital catalã é um destino turístico de renome mundial, com inúmeras áreas recreativas, uma das melhores praias do mundo, clima ameno e quente, monumentos históricos, incluindo oito Patrimônios Mundiais da UNESCO, 519 hotéis (em março de 2016), incluindo 35 hotéis de cinco estrelas, e infraestrutura turística desenvolvida.
Devido ao seu grande afluxo de turistas a cada ano, Barcelona, tem que lidar com carteiristas, visto que carteiras e passaportes sendo itens vulgarmente furtados e roubados. Por esse motivo, a maioria dos guias de viagem recomendam que os visitantes tomem precauções para garantir a segurança de seus pertences, especialmente dentro das instalações do metrô. No entanto, Barcelona é considerada uma das cidades mais seguras em termos de segurança da saúde e segurança pessoal, principalmente por causa de uma sofisticada estratégia de policiamento que caiu crime em 32% em pouco mais de três anos, o que levou a cidade a ser considerada a 15ª cidade mais segura do mundo pelo Business Insider.

## Cultura

### Museus

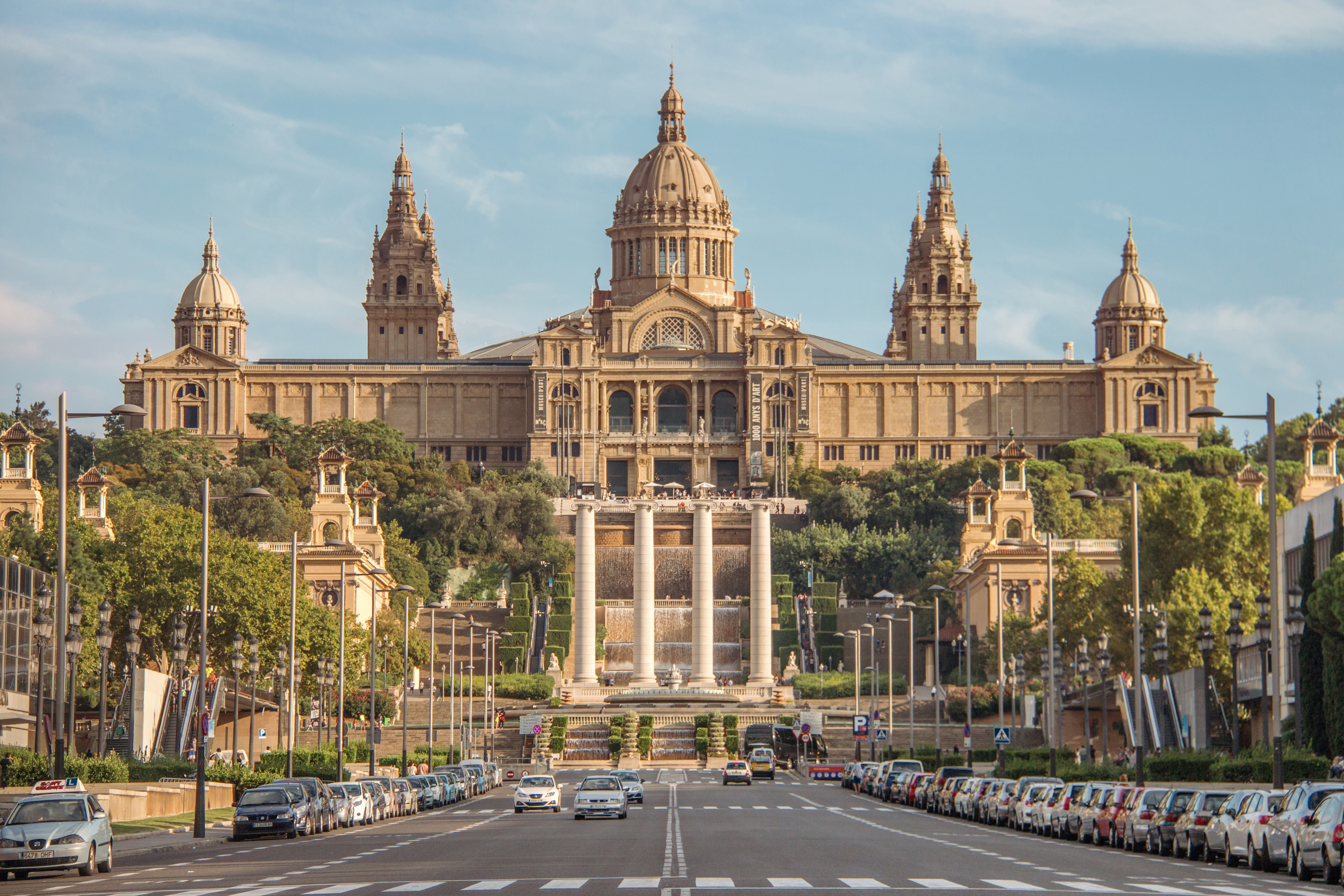
Museu Nacional de Arte da Catalunha

Na Fundação Joan Miró, encontram-se algumas obras deste pintor e são realizadas exposições itinerantes procedentes de museus de todo mundo. O Museu Picasso conta com uma importante coleção de obras pouco conhecidas deste pintor, sobretudo de suas épocas iniciais. No Museu Nacional de Arte da Catalunha encontra-se exposta uma importante coleção de arte romana.
O Museu de História de Barcelona, conhecido também pela sua sigla MUHBA é um museu que conserva, documenta, divulga e expõe o patrimônio histórico da cidade de Barcelona. Desde as suas origens até o presente. A arte da época atual fica no recém construído Museu de Arte Contemporânea de Barcelona. Também são de relevância o Centro de Cultura Contemporânea de Barcelona situado Em El Raval. Além do museu da Fundação Antoni Tàpies, o CaixaFòrum e o Museu da Ciência, agora chamado de CosmoCaixa.

### Arquitetura

Templo Expiatório da Sagrada Família, iniciado pelo arquiteto catalão Antoni Gaudí em 1883

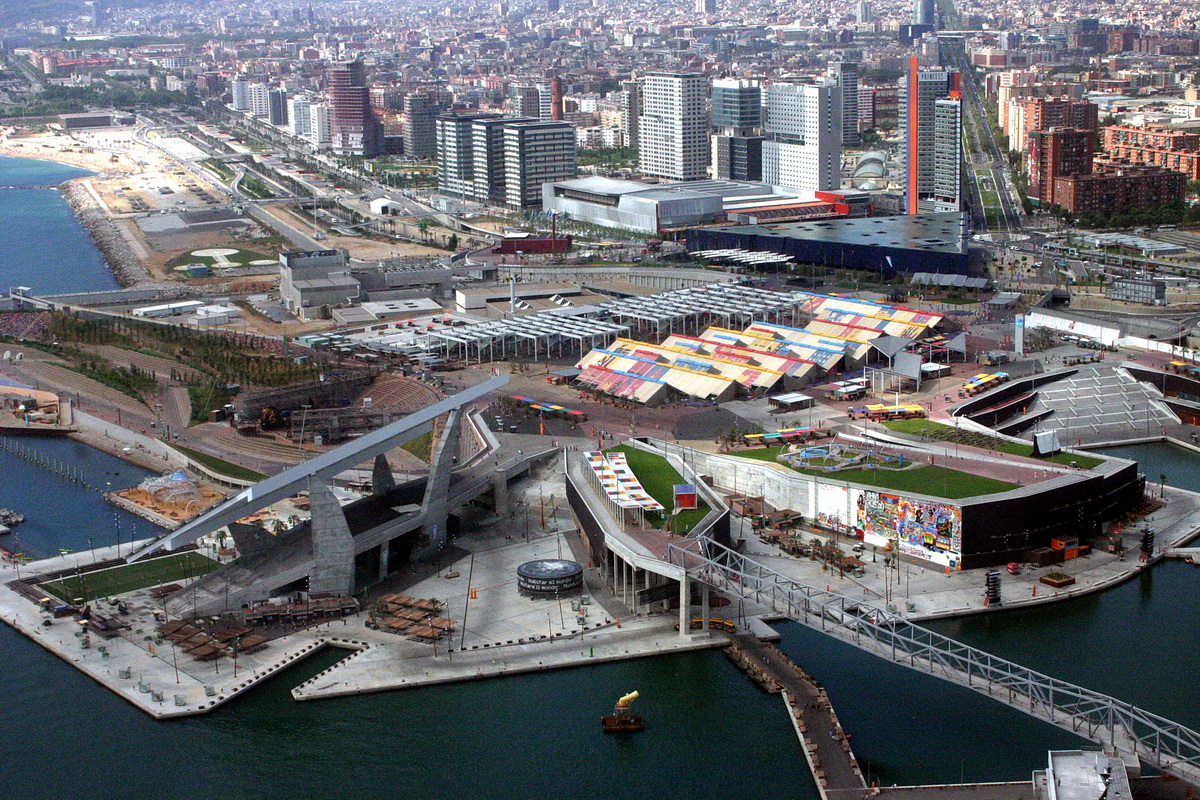
Forum Universal das Culturas

Barcelona é conhecida como capital do modernismo catalão. A cidade, na qual viveu e trabalhou o arquiteto Antoni Gaudí, conta com algumas de suas obras mais relevantes, que atraem a cada ano milhões de visitantes de todo mundo. A mais representativa é o Templo Expiatório da Sagrada Família, que Gaudí deixou inacabado e que segue sendo construído lentamente, como as catedrais na Idade Média. Seu término está previsto para até 2020. Outras das obras mais conhecidas de Gaudí são o Parque Güell (Parc Güell), a Casa Milà, também chamada de La Pedrera e a Casa Batlló. Além de Gaudí, Barcelona conta com outras joias do modernismo catalão, como o Hospital de São Paulo e o Palácio da Música Catalã, de Lluís Domènech i Montaner, ou o Palácio Macaya e muitas outras obras de Josep Puig i Cadafalch.
Além das obras modernistas, Barcelona também conta com relevantes obras pertencentes a outros estilos e períodos históricos. Dentro do período medieval, destacam-se, especialmente, as obras góticas que proliferam em seu centro histórico, precisamente denominado Bairro Gótico, como a Catedral de Barcelona. Nesse mesmo estilo, encontra-se, ainda, a Igreja de Santa Maria do Mar, caracterizada por sua austeridade e harmonia nas medidas.
Também possui distintas amostras de arquitetura contemporânea, destacando-se o Pavilhão Alemão de Ludwig Mies van der Rohe, que foi construído para a Exposição Universal de Barcelona de 1929, assim como a Fundação Joan Miró, do arquiteto catalão Josep Lluís Sert.
Anos mais tarde, por causa dos Jogos Olímpicos de Verão de 1992, a cidade viveu uma etapa de grandes transformações que deram lugar a obras como o Palácio São Jorge, de Arata Isozaki, a Torre de Collserola, de Norman Foster e a Torre de Montjuïc, de Santiago Calatrava.
Antes dos jogos, houve também a remodelação e ampliação do Aeroporto de Barcelona por Ricardo Bofill. Na etapa pós-olímpica, a cidade seguiu mantendo seu desenvolvimento arquitetônico, construindo edifícios como o Museu de Arte Contemporânea de Barcelona, de Richard Meier, a Torre Agbar, de Jean Nouvel e os projetos de uma nova estação em La Sagrera e da Torre do Triângulo Ferroviário, de Frank Gehry. Outras construções, como o Edifício Fórum de Jacques Herzog e Pierre de Meuron, foram motivadas pela realização do Fórum Universal das Culturas.

### Esportes

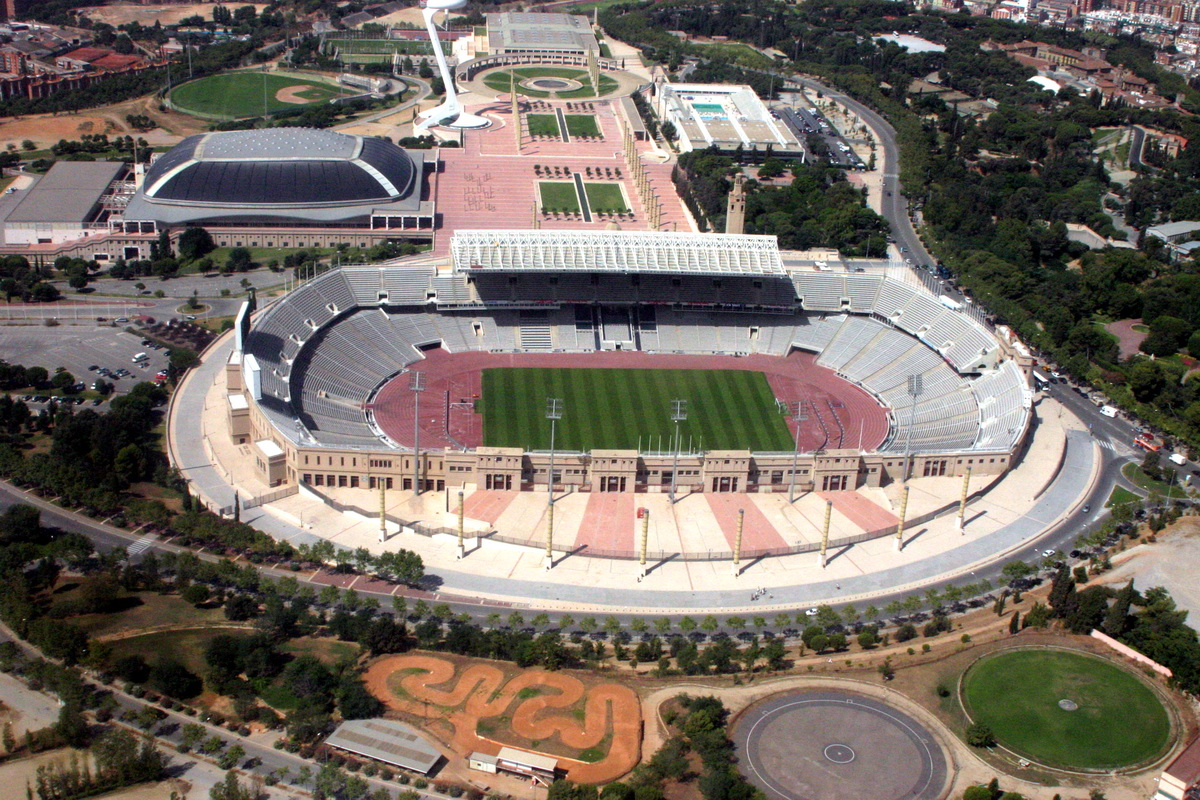
Estadi Olímpic Lluís Companys, sede das Olimpíadas de 1992

A cidade de Barcelona também se destaca no futebol, com os clubes F.C. Barcelona e Espanyol. Barcelona tem dois estádios de elite da UEFA (): o Camp Nou do F.C. Barcelona, o maior estádio da Europa, com uma capacidade de 100 000 espectadores e o Estadi Olímpic Lluís Companys, com uma capacidade fixa de 55 000, reformado para os Jogos Olímpicos de 1992.
Há também o novo estádio — Estadi Cornellà-El Prat (), com uma capacidade de mais de 40 000 — casa do Espanyol.
A cidade também já sediou os Jogos Olímpicos de Verão de 1992,os Jogos Paralímpicos de Verão de 1992 e alguns jogos da Copa do Mundo de 1982.
Apesar do grande destaque no futebol, outros desportos se destacam na cidade catalã, entre eles esportes náuticos, automobilísticos, além de outros. No Circuito da Catalunha, são disputadas provas de Fórmula 1 e do Campeonato Mundial de Motociclismo.